# Gulbene
Gulbene ( výslovnost) je město v Lotyšsku a správní centrum stejnojmenného kraje na severozápadu Lotyšska, 186 km od Rigy. V roce 2023 zde žilo 7 003 obyvatel.

## Historie
V písemných pramenech je Gulbene poprvé zmíněno v roce 1224 ve smlouvě o dělení Tálavy mezi Řádem mečových rytířů a rižským biskupem. V roce 1340 tu nechal rižský biskup vystavět kamenný hrad. Po nějaký čas byl hrad v držení livonského krále Magnuse, v roce 1577 však padl do rukou ruským jednotkám. Stejně jako v jiných částech Vidzeme také z této oblasti ruská armáda množství obyvatel zavraždila či vzala do zajetí.
Až do počátku 20. století nemělo Gulbene status města, nacházelo se zde Vecgulbenské panství. Tam, kde je dnes město, ležela kdysi bažinatá země nevhodná k obývání. I na místě dnešní železniční stanice se rozprostíral hustý olšový les. Když byla v roce 1903 zřízena stanice úzkokolejky vedoucí z města Pļaviņas do města Valka, začaly se v souvislosti se stavbou poblíž stanice objevovat první obytné domky. Počínaje rokem 1918 i pozemky Vecgulbenského panství začaly být děleny na parcely. Vlastníci panství se tomu zpočátku vzpírali, neboť se domnívali, že s rozrůstající se osadou ztratí panství svou centrální roli.
V roce 1921 získalo Vecgulbene statut osady a v roce 1928 dokonce města, přičemž bylo přejmenováno na Gulbene.

## Vzhled města
Gulbene je město možná s málo obyvateli, avšak na poměrně rozsáhlém prostranství s příjemným množstvím zeleně. Z historických památek se zachovaly komplexy Bílého a Červeného zámku, část Bílého byla zrekonstruována a slouží dnes jako čtyřhvězdičkový hotel.